# ايغور ابوخوف
ايغور ابوخوف (بالروسية: Обухов, Игорь Андреевич)‏ (29 مايو 1996 بسانت بطرسبرغ في روسيا - ) هو لاعب كرة قدم روسي في مركز حراسة المرمى. لعب مع زينيت سانت بطرسبرغ وFC Zenit-2 Saint Petersburg ‏.

## روابط خارجية
- ايغور ابوخوف على موقع قاعدة بيانات كرة القدم.إي يو (الإنجليزية)
- ايغور ابوخوف على موقع Soccerway.com (الإنجليزية)
- ايغور ابوخوف على موقع عالم كرة القدم.نت (الإنجليزية)
- ايغور ابوخوف على موقع AS.com (الإسبانية)